# Roxanne Pallett

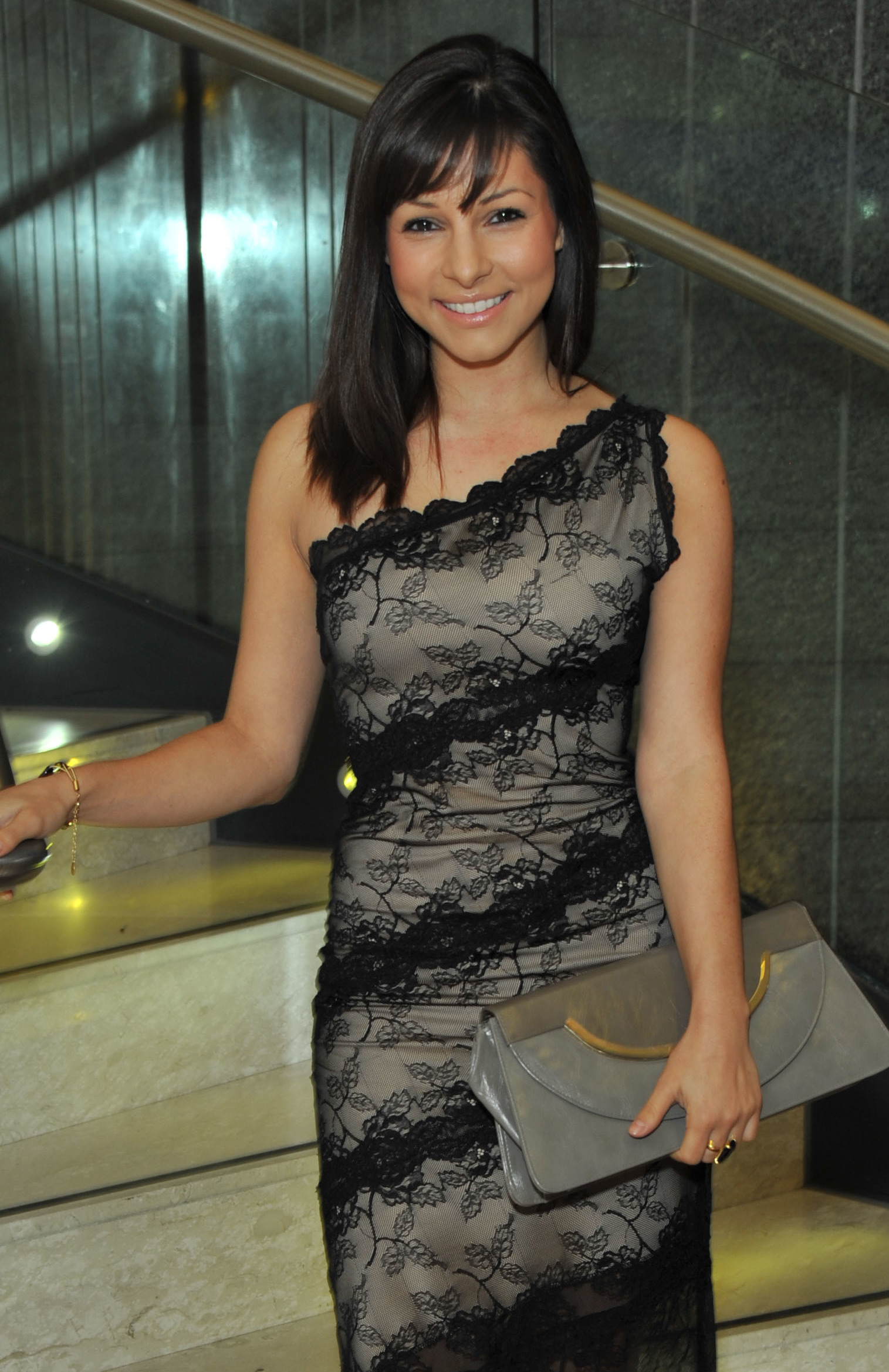
Roxanne Pallett

Roxanne Pallett (* 26. Dezember 1982 in Carlisle) ist eine britische Filmschauspielerin und TV-Prominente.

## Leben
Roxanne Pallett ist die Tochter einer Britin und eines Iraners. Sie wurde ab 2005 mit ihrer Rolle der Jo Stiles in der Seifenoper Emmerdale bekannt. Danach hatte sie noch kleinere Rollen in Fernsehproduktionen, hatte jedoch immer wieder Auftritte als TV-Prominente, so wie bei Dancing on Ice (2009), Celebrity Big Brother (2018) und Celebrity Coach Trip (2019).

## Filmografie (Auswahl)
- 2005–2008: Emmerdale (Fernsehserie, 145 Folgen)
- 2010: Lake Placid 3 (Fernsehfilm)
- 2014: Wrong Turn 6: Last Resort
- 2014: Devil’s Tower
- 2014: Crystal Skulls
- 2015: The Violators
- 2017: Habit